# Ala di Baracca
L'Ala di Baracca è un monumento dedicato dalla città di Lugo, in provincia di Ravenna, al suo concittadino Francesco Baracca, eroe della prima guerra mondiale e medaglia d'oro al valor militare.

## Storia
La realizzazione dell'opera venne affidata allo scultore faentino Domenico Rambelli, che ideò una gigantesca ala d'aereo. Il monumento venne inaugurato il 21 giugno 1936 alla presenza della popolazione e dei membri della famiglia Baracca.

## Descrizione
Ai piedi dell'ala è presente la statua dell'eroe vestito da aviatore. Il basamento dell'opera riporta le date e i luoghi delle sue vittorie aeree. Ai fianchi dell'ala vi sono il simbolo del reparto a cui appartenne l'aviatore: l'ippogrifo (91ª Squadriglia) e lo stemma di famiglia: il cavallino rampante.